# Будылин, Николай Васильевич
Будылин Николай Васильевич — командир 10-го гвардейского стрелкового полка 6-й гвардейской стрелковой дивизии 17-го гвардейского стрелкового корпуса 13-й армии Центрального фронта, гвардии полковник, Герой Советского Союза.

## Биография

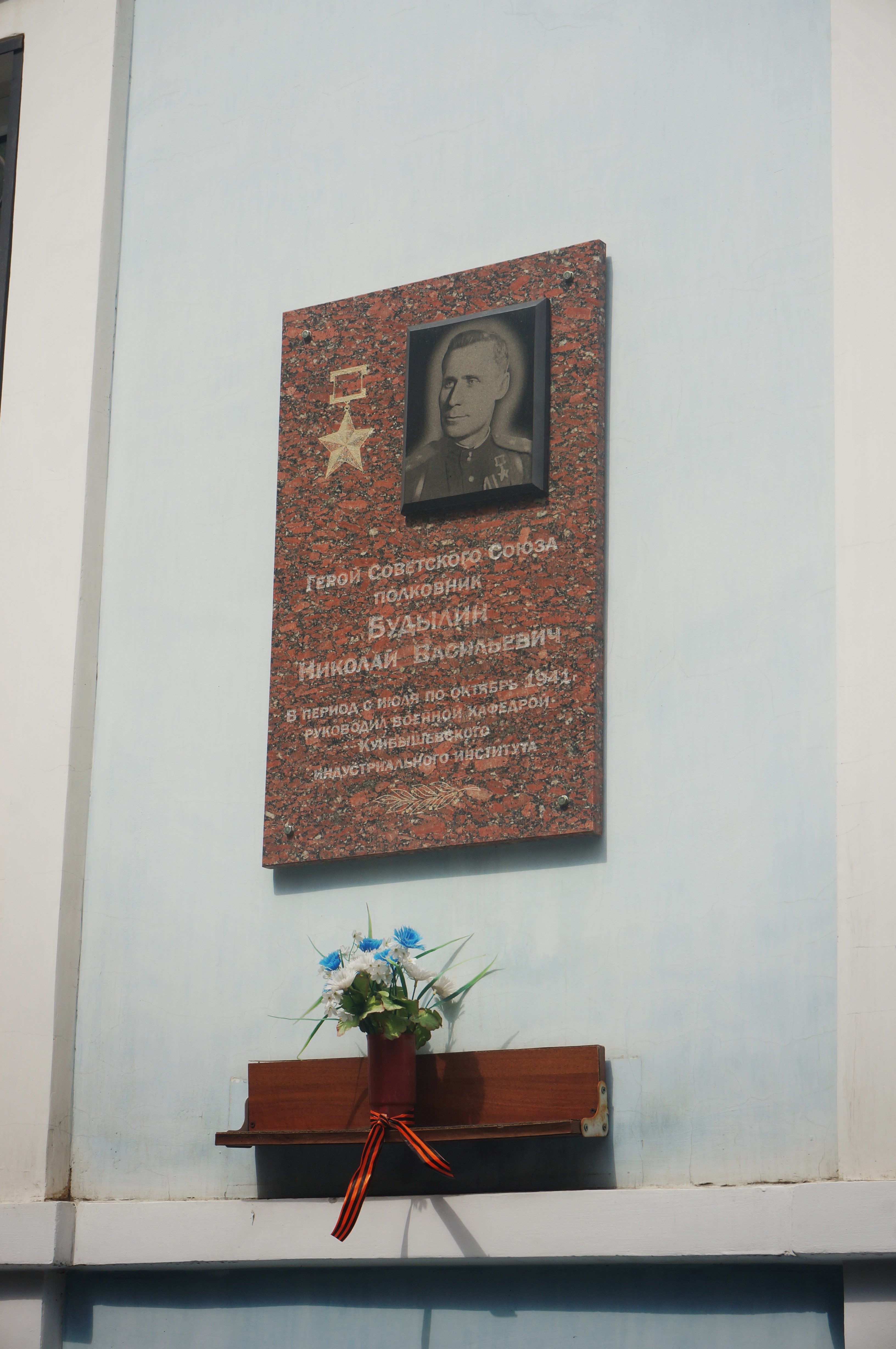
Мемориальная доска на здании Куйбышевского индустриального института

Родился 13 (26) мая 1899 года в селе Новодевичье ныне Шигонского района Самарской области в крестьянской семье. Русский. Образование среднее. Работал секретарём волостного комитета РКП(б).
С 1919 года в Красной Армии. Участник Гражданской войны по 1922 год. Член ВКП(б) / КПСС с 1923 года. В 1923 году окончил окружные военно-политические курсы, а в 1937 году — курсы «Выстрел». С началом Великой Отечественной войны в действующей армии.
В 1938 году вместе с группой других военачальников по ложному обвинению отдали под суд, вернулся он домой из тюрьмы через 1 год и 9 месяцев.
С июля по октябрь 1941 года работал военруком в Куйбышевском индустриальном институте с целью военной подготовки административного персонала вуза.
С 12 октября 1942 года гвардии майор Будылин Н. В. — командир 10-го гвардейского стрелкового полка. С 14 июля до сентября 1943 года он командует 4-м гвардейским стрелковым полком, а затем возвращается на прежнюю должность.
Боевое крещение получил на Брянском фронте, своим личным примером, чтобы воодушевить бойцов, сел на броню танка и повёл их в атаку на безымянную высоту, высота бала взята. Через 7 месяцев был направлен в 17Гв.СК Центрального фронта, где предстояло оборонять северный фас Курской дуги. Работая помощником начальника оперативного отдела штаба 17Гв.СК в июле 1943г в дни боёв на Орловско-Курском направлении в районе Поныри - Ольховатка Курской обл., в исключительно сложной обстановке, рискуя собой, гвардии полковник Будылин, выполняя ответственные поручения командования корпуса, 14 июля 1943г принял на себя командование 4Гв.СП, проявив при этом исключительную смелость, находчивость и инициативу.
27 августа 1943г при прорыве обороны противника на рубеже с. Красные Герои Орловской области командир 10Гв.СП 6Гв.СД 13А Центрального фронта полковник Будылин умело организовал управление боем и энергичной атакой прорвал оборону противника в районе с. Прилепы, развивая успех, к исходу 27 августа отбросил противника на 8 км. За 4 дня непрерывных боёв, преследуя противника, 10Гв. СП продвинулся на 40 км, занял 12 населённых пунктов, было уничтожено до 1300 солдат и офицеров, одна миномётная батарея, одна артиллерийская батарея, 40 пулемётов и 12 автомашин, взято в плен 27 солдат. Приказом от 10 сентября 1943г за образцовое выполнение боевой задачи и умелое руководство боем гвардии полковник Будылин Н.В. награждён орденом "Красного Знамени"
Полк Будылина в сложной боевой обстановке под сильным воздействием авиации противника форсирует реку Десна одним из первых 18 сентября 1943г, использовав для форсирования только подручные средства. Приказом от 23 сентября 1943г за умелое руководство частью при форсировании Десны гв. полковник Будылин Н.В. награждён орденом "Суворова III степени".
21 сентября 1943г с наступлением темноты полк вышел к Днепру, на воду были спущены плоты, лодки, дощаники местных жителей и партизан, артиллерия открыла массированный огонь по правому берегу. К рассвету полк переправился на правый берег и там закрепился. 22 сентября 1943г полк форсировал Днепр, а 23 сентября - р. Припять, использовав для этого только подручные средства.
Закрепившись на плацдарме на правом берегу Днепра, гвардии полковник Будылин с вверенным ему полком обеспечил переправу 6-й гвардейской стрелковой дивизии.
За форсирование Днепра полковник Будылин был удостоен звания Героя Советского Союза
Приказом от 17 июля 1943г полковник Будылин Н.В. награждён орденом "Красной Звезды"
После форсирования Днепра Будылин снова идёт со своим полком на запад до границы с Польшей, где его 14 января 1944г вторично контузило.
В 1946г гвардии полковника Будылина увольняют в запас по состоянию здоровья.
Жил и работал в Самаре. Умер 27 августа 1975 года. Похоронен на Городском кладбище в г. Самара.

## Награды
Указом Президиума Верховного Совета СССР от 16 октября 1943 года за умелое командование стрелковым полком, образцовое выполнение боевых заданий командования на фронте борьбы с немецко-фашистскими захватчиками и проявленные при этом мужество и героизм гвардии полковнику Будылину Николаю Васильевичу присвоено звание Героя Советского Союза с вручением ордена Ленина и медали «Золотая Звезда» (№ 1786).
Медали: Юбилейная Медаль Двадцать лет Победы в Великой Отечественной Войне, Медаль за Двадцать Лет Победы над Германией, Медаль 20 лет РККА, Медаль 50 лет РККА, 2 Ордена Красного Знамени, 2 Ордена Ленина, Орден Суворова 3й степени, Орден Красной Звезды, Орден Гвардии, Медаль "За боевые заслуги", Медаль Золотая звезда.
На родине Героя, в селе Новодевичье Шигонского района Самарской области одна из улиц названа в его честь «улица Будылина»

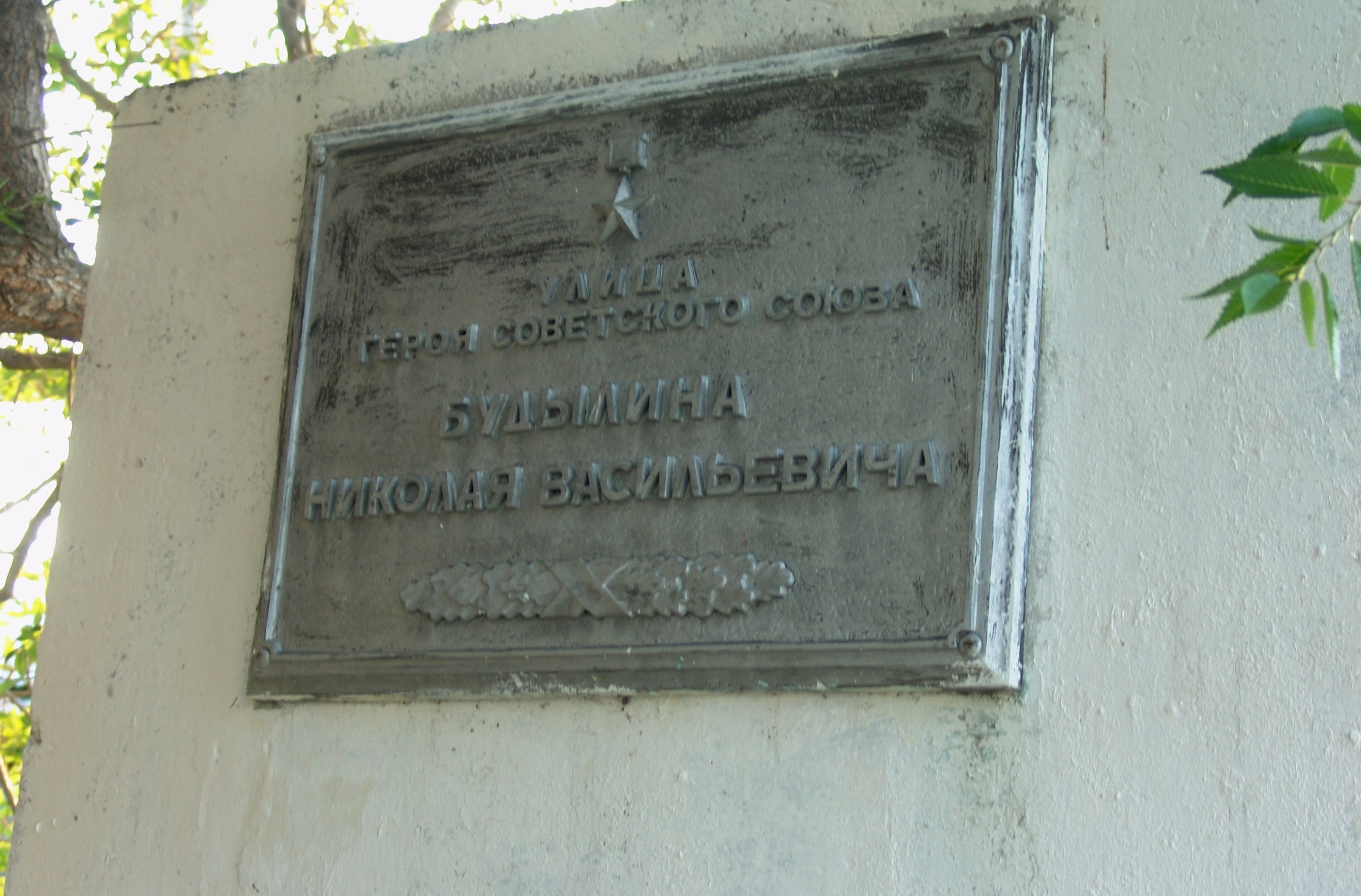
Мемориальная доска на улице Будылина